# Labidiaster annulatus
Labidiaster annulatus är en sjöstjärneart som beskrevs av Percy Sladen 1889. Labidiaster annulatus ingår i släktet Labidiaster och familjen Labidiasteridae. Inga underarter finns listade i Catalogue of Life.